# میکاییل عبدالله‌اوف
میکاییل عبدالله‌اوف (انگلیسی: Mikayil Abdullayev; ۱۹ دسامبر ۱۹۲۱ – ۲۲ اوت ۲۰۰۲) نقاش آذربایجانی در دوران اتحاد جماهیر سوسیالیستی شوروی بود. او به خاطر فعالیت‌های هنری برجسته خود «نگارگر مردم شوروی» نام گرفته‌بود.

## زندگی‌نامه
میکاییل عبدالله‌اوف ۱۲ دسامبر سال ۱۹۲۱ در شهر باکو در آذربایجان شوروی سابق چشم به جهان گشود. او دانش‌آموخته «مکتب نقاشی عظیم عظیم‌زاده آذربایجان» در سال ۱۹۳۹ و مدرسه نقاشی، مجسمه‌سازی و معماری مسکو در سال ۱۹۴۹ بود.

## فعالیت نقاشی
این هنرمند در طی سفر خود به کشورهای هند، افغانستان، مجارستان، لهستان و ایتالیا و غیزه… در بازه زمانی ۱۹۵۶ تا ۱۹۷۱، نه تنها نقاشی‌هایی مانند «دختران بنگالی»، «زنان راجستانی»، «افغانی سالمند»، بلکه پرترههای «ازسیگمند کیسفالودی استروبل»، «ریناتو غوتوسو»، «گیاجومو مانزو» سایز چهره‌های شاخص را خلق نمود.
میکاییل عبدالله‌اوف تک‌چهرههای نمایندگان شناخته شده هنر و فرهنگ آذربایجانی را نیز کشیده‌است، که دربرگیرنده عزیر حاجی‌بیگف، صمد وورغون، میرزا فتحعلی آخوندزاده، فرهاد بدل‌بیگلی و… می‌باشد. نقاشیهای وی در سالهای مختلف در شهرهای کشورهای جهان نظیر پاریس، لندن، برلین، مونترآل، پراگ، بوداپست، بلگراد، صوفیه، ورشو، دهلی، قاهره و بروکسل در معرض نمایش گذاشته شده‌است. میکاییل عبدالله‌اوف همچنین طراح تابلو هنری در ایستگاه نظامی گنجوی متروی باکو است.
میکاییل عبدالله‌اوف ۲۱ اوت سال ۲۰۰۲ در باکو درگذشت. جنازه او در پارک مفاخر باکو دفن شد.
خانواده «تلگا» در ترکیه جمع‌کننده اصلی ۵۳۲ اثر میکاییل عبدالله‌اوف تلقی می‌شود.

## جوایز
- خادم هنر افتخاری آذربایجان شوروی (۱۹۵۵)[۶]
- نشان لنین (۹ ژوئن ۱۹۵۹)
- «نقاش مردم شوروی» (۱۹۶۳)
- «جایزه بین‌المللی نهرو» (۱۹۶۹)
- نشان انقلاب اکتبر (۶ ژانویه ۱۹۷۲)
- «جایزه دولتی آذربایجان شوروی» (۱۹۷۴)
- «نشان دوستی خلق‌ها» (۲۱ دسامبر ۱۹۸۱)
- نشان استقلال (۱۸ دسامبر ۱۹۹۷)

## آثار قابل توجه
- یک شب (۱۹۴۷)[۷]
- انوار مینگه‌چویر (۱۹۴۸)
- سازندگان خوشبختی (۱۹۵۱)
- «سوینج» (۱۹۵۶)
- در مزارع سه‌تایی آذربایجان (۱۹۶۳–۶۵)
- در آب‌شوران (۱۹۶۴)
- دختران خاچماز (۱۹۸۲)